# Gobierno Democrático Provisional (Grecia)
El Gobierno Democrático Provisional (en griego: Προσωρινή Δημοκρατική Κυβέρνηση, lit. 'Prosoriní Dimokratikí Kyvérnisi') fue el nombre del Estado declarado por el Partido Comunista de Grecia el 24 de diciembre de 1947, durante la guerra civil griega. El gobierno controlaba varias zonas montañosas a lo largo de la frontera norte de Grecia, lindando con los Estados comunistas de Yugoslavia y Albania, y era visto como la sucesión del "Gobierno de montaña de Grecia" de la era de la Segunda Guerra Mundial del movimiento de resistencia liderado por los comunistas del ELAS. Sus principales aliados fueron la URSS y el Bloque del Este.

## Historia
La guerra civil griega estalló en la primavera de 1946, pero no fue hasta junio de 1947 que los comunistas griegos anunciaron su intención de formar un gobierno separado. Esta medida fue anunciada por el destacado miembro del Partido Miltiadis Porfyrogennis en el Congreso del Partido Comunista Francés, en una medida diseñada para generar publicidad y resaltar el apoyo de otros partidos y gobiernos comunistas a la causa de los comunistas griegos. La formación de un gobierno separado no sólo fue una renuncia a cualquier posibilidad de reconciliación con el gobierno real de Atenas, sino que también implicó un alejamiento de la guerra de guerrillas hacia una estructura más "regular". Esto estaba de acuerdo con el "Plan de los Lagos" de inspiración yugoslava, que preveía la creación de un ejército regular de 50.000 a 60.000 hombres y la ocupación de gran parte del norte de Grecia, incluyendo en última instancia la segunda ciudad de Grecia, Salónica, donde el nuevo gobierno se establecería. base misma.
La formación del nuevo gobierno se anunció el 23 de diciembre de 1947, con Markos Vafiadis, líder del Ejército Democrático Comunista de Grecia (DSE), como su primer presidente. El gobierno estaba compuesto exclusivamente por miembros del Partido, con Giannis Ioannidis como vicepresidente y ministro de Asuntos Exteriores, Petros Rousos como ministro de Justicia, Miltiadis Porfyrogennis como ministro de Salud y Bienestar, Petros Kokkalis como ministro de Finanzas, Vassilis Bartziotas como ministro de Agricultura, Dimitris Vlantas como ministro de Economía Nacional y Leonidas Stringos como Ministro de Abastecimiento. En particular, el secretario general del partido Nikos Zachariadis, no era miembro del gobierno.  El nuevo gobierno intentó activamente presentarse como un resurgimiento de la ideología y las prácticas del Frente de Liberación Nacional de la época de la Segunda Guerra Mundial, que había dominado el   movimiento de resistencia griego. También se destacó por su protección activa de las minorías que vivían en el norte de Grecia, especialmente porque tendían a apoyar a los comunistas contra el gobierno real nacionalista.
El 25 de diciembre, el DSE atacó la ciudad de Konitsa, con la intención de apoderarse de la ciudad como sede del nuevo gobierno. Según el testimonio de Vafiadis, Zachariadis había expresado la esperanza de que si la ciudad caía y se convertía en la capital de los comunistas, el PDG sería reconocido por la Unión Soviética y otros estados del Bloque del Este. El ataque duró hasta el 4 de enero de 1948, pero acabó en fracaso. Al final, el GDG nunca fue reconocido por ningún gobierno, porque los soviéticos temían que el conflicto se ampliara hasta convertirse en una guerra general entre Occidente y sus estados satélites en los Balcanes. El primer ministro soviético, Iósif Stalin, dijo a Zachariadis en febrero de 1948 que los gobiernos vecinos sólo reconocerían al PDG después de que otros países lo hubieran hecho primero.
Cuando el gobierno nacional hizo retroceder al DSE en 1948, Vafiadis chocó con Zachariadis por la continuación de la guerra. Finalmente, fue destituido de su cargo como presidente del PDG el 7 de febrero de 1949, y el propio Zachariadis asumió el cargo hasta el 3 de abril de 1949, cuando fue sucedido por Dimitrios Partsalidis. Tras la derrota a manos de las fuerzas gubernamentales en la batalla de Grammos, el Gobierno Democrático Provisional fue derrotado en la Guerra Civil y abandonó Grecia el 28 de agosto de 1949. El PDG sobrevivió en el exilio hasta que finalmente fue disuelto en octubre de 1950.